# 張威白
張威白（1897年—?），曾任國民政府交通部驻拉萨电台工程师，拉萨电台台长，國民政府蒙藏委員會諮議，蒙藏委员会驻藏办事处副处长。
1933年12月，十三世達賴喇嘛圓寂。1934年1月，黃慕松被任命為致祭達頼專使。無線電工程师張威白作為隨員，4月與黃慕松在成都會合入藏，8月抵達西藏拉薩。黃慕松離藏後，他與總參議劉樸忱、參議蔣致余等一起留藏。:170-171,461釋法尊入藏後與他見面，形容他「清直和悅，令人喜歡親近」，經他介紹而認識了黎丹。

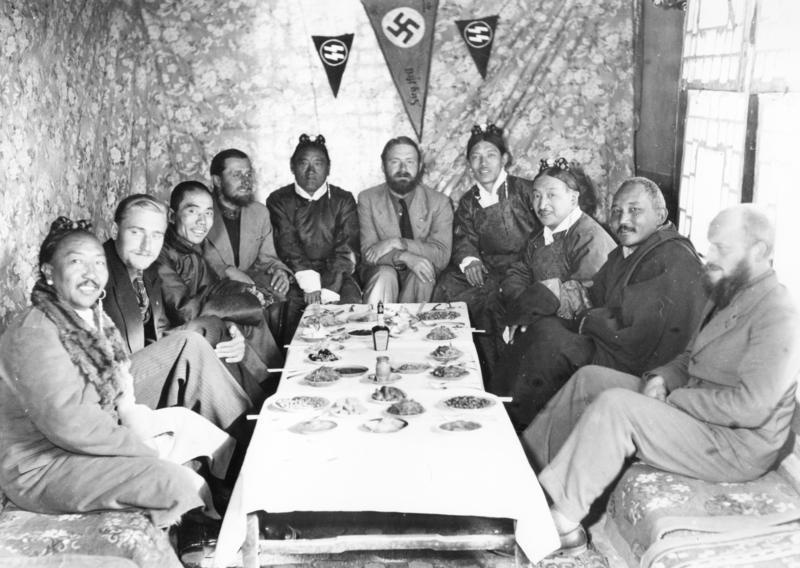
恩斯特·舍費爾西藏遠征隊在拉薩宴請當地權貴。左三為張威白。

1937年6月9日，行政院決定由護送班禪專使行署以接洽班禪回藏事宜為名，派高長柱入藏接替蔣致余。10月，班禪喇嘛暫緩回藏，高長柱無法以上述名義赴藏，蒙藏委員會致電噶廈，將派高長柱接替蔣致余，但高長柱未抵昌都就被昌都總管攔阻。11月底，蔣致余將駐藏事務交給張威白處理，自行回到漢地，噶廈隨後致電昌都，拒絕高長柱入藏。1938年7月25日，攝政熱振致電國民政府稱讚張威白，稱經民眾大會決議，請以張代理參議，駐藏辦事。1938年8月，蒙藏委員會任命他為諮議。:218-219,458,461
1937年10月，國民政府在拉薩籌辦小學，校名為「拉薩市立第一小學校」，由駐藏辦事處參議蔣致余兼任校長。11月，蔣致余回到漢地，將校務委託張威白處理，1938年夏末小學開始招生開學。1941年教育部將該校收歸部管，改為「國立拉薩小學」。1942年11月4日，蒙藏教育司以張威白「職務繁重，難於兼顧」為由，免其校長職，派王信隆接任。
1940年國民政府特派蒙藏委員會委員長吳忠信參加十四世達賴喇嘛坐床，正式在拉薩成立蒙藏委員會駐藏辦事處，並任命蒙藏委員會藏事處處長孔慶宗兼任蒙藏委員會駐藏辦事處處長，蒙藏委員會諮議張威白為副處長。孔慶宗與張威白不睦，一切重要公事，孔慶宗獨斷專行，將張威白晾在一邊，並致電國民政府駐印總領事館攻擊張，以致領事館人員「開口即謂張威白可殺」。